# Leo Held (Musiker)

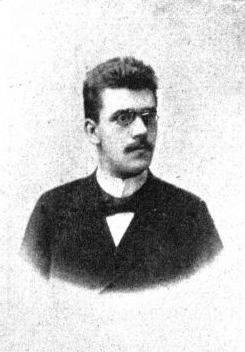
Leo Held
(aus den Wiener Bildern, 1900)

Leo Held (* 27. Januar 1874 in Wien; † 16. Mai 1903 ebenda) war ein österreichischer Kapellmeister und Komponist.
Leo Held, Sohn von Ludwig Held, wurde am Konservatorium der Gesellschaft der Musikfreunde unterrichtet, u. a. von Anton Bruckner. Danach war er in Berlin und Hamburg als Theaterkapellmeister tätig, bevor er wieder nach Wien zog. Hier begann er als Operettenkomponist zu arbeiten; die meisten Libretti seiner Werke stammen von seinem Vater. 
Held beendete sein Leben durch Freitod.

## Werke
- Die Schwalben, Operette in 3 Akten. Libretto von Ludwig Held und Moritz West. UA: 12. Februar 1897, Theater an der Wien.

Nach Motiven aus dieser Operette:
- Im Maien, Polka-Mazurka.
- Schwalben-Walzer.

- Die Stiefmama, Operette in 3 Akten. Libretto von Ludwig Held. UA: 20. Februar 1900, Theater an der Wien.
- Gaudeamus, Operette in 3 Akten. Libretto von Anton Herger. UA: 23. Dezember 1902, Jantsch-Theater.
- Der Schnüffler, Posse mit Gesang in 3 Akten. Libretto nach einer Idee des Poole von Ludwig Held. UA: Wien, um 1900 (?)